# Albert I. vojvoda Bavarske

Albert I., vojvoda Spodnje Bavarske (nemško Albrecht; 25. julij 1336 – 13. december 1404), je bil fevdalni vladar grofij Holandije, Hainauta in Zelandije v Nizkih deželah. Poleg tega je imel v lasti del bavarske province Straubing, apanažo in sedež njegove bavarske vojvodske rodbine, vSpodnji Bavarski.

## Biografija

### Zgodnja leta
Albert se je rodil v Münchnu kot tretji sin Ludvika IV., cesarja Svetega rimskega cesarstva  njegovi drugi ženi Margareti II., grofici Hainaut in Holandije. Albert je bil prvotno mlajši sin, ki je v najboljšem primeru prejel apanažo. Bil je star komaj 10 let, ko je njegov oče umrl, tako da je večino svoje bavarske dediščine zapustil svojemu najstarejšemu polbratu Ludviku V., bavarskemu vojvodi, a tudi nekaj apanaž mlajšim sinovom.
Njegov starejši brat Viljem V., nizozemski grof, se je dolgo boril s svojo materjo in leta 1354 od nje pridobil grofiji Holandijo in Zelandijo, po njeni smrti leta 1356 pa  še grofijo Hainaut. Viljema je podprla stranka mestnih meščanov . Pri tem jim je nasprotovala frakcija trnek, stranka nezadovoljnih plemičev, ki so podpirali cesarico Margareto. Margareta se je odpovedala svoji suverenosti v korist svojega sina Viljema V., vendar je bil rezultat obdobje velikih pretresov in kaosa, ki je povzročil nastanek teh dveh nasprotujočih si strank. Grof Viljem V. je na praznični večer leta 1358 ponorel in do smrti zabodel enega od svojih vazalov. Po virih iz tistega časa je bil Viljem že nekaj časa duševno bolan. Ker grof ni mogel več upravljati s svojimi ozemlji, je bil Albert poklican na Nizozemsko iz svojega gradu ob Donavi v bavarskem Straubingu. Albert je prevzel oblast kot "ruwaard" (regent) in dal brata zapreti v grofovski grad Le Quesnoy v Hainautu (danes v severni Franciji).

### Regent Holandije
Viljemova norost je torej povzročila imenovanje takrat 22-letnega Alberta za guvernerja (ali regenta ali ruwaarda ) bratovih ozemelj od leta 1358 naprej. Albert "Bavarski" se je takoj po prihodu v Holandijo soočil s sovraštvom enega najmočnejših zelandskih plemičev Florisom Borselenskim (članom Trsk). Ta je bil vikont Heusdena in čuvaj pečata grofa Viljema V.. Pečata ponorelega grofa ni hotel prenesti na njegovega brata Alberta in nato s pomočniki oblegal mesto Middelburg, s katerim je bil v sporih. Še naprej se je upiral Albertu, ki je začel oblegaati grad in mesto Heusden. Herman Nadenski, poveljnik uporniškega kastelana Heusdena, je uspel zdržati do začetka leta 1359, ko se je bil po napadu na grad prisiljen predati. Floris Borselenski se je z Albertom pozneje pomiril.
Albert je moral posredovati s silo tudi V Holandiji. V vasi Castricum v severnem Kennemerlandu so 7. oktobra 1358 oboroženci napadli Reinalda Brederodskega, sodnega izvršitelja in pripadnika "trnkov". Začetki so bili v družinskem sporu med plemiškima rodbinama Heemskerških in Gospodov Brederodskih, ki je trajal desetletja. Storilci so našli zavetje v mestu Delft, v Zeelandiji in na gradu v Heemskerku. Od 24. novembra 1358 je dal Albert štiri mesece oblegati grad Heemskerk. 24. marca 1359 se je bil Wouter Heemskerški prisiljen vdati.
Številni storilci so ostali v Delftu. Od 11. marca 1359 je bil Delft mesec dni oblegan. Po predaji Delfta so porušili mestno obzidje (s kamni so utrdili obzidje okrog Binnenhofa v Haagu) in porušili vratarnico. Po predaji je moralo tisoč delftčanov in petsto žensk hoditi bosih nog po Haagu in poklekniti pred Albertom ter ga prositi odpuščanja.  
Kasneje v času Albertovega regentstva so upravne zadeve tekle bolj gladko in trgovina se je izboljšala. Težave med dvema političnima strankama, Trnki ("Hoeks") in Trskami  ("Kabeljauws"), so ostale komajda pod površjem. 
Viljem je živel še trideset let. Albert ga je formalno nasledil šele po njegovi smrti leta 1388, do takrat pa je že uredil poroko svojih hčera s številnimi cesarskimi knezi in drugimi plemiči. Najstarejša hči, ki je imela otroke, je bila Margareta ; njen sin Filip III., burgundski vojvoda, je na koncu podedoval Albertova ozemlja.

### Grof Holandski
Med Albertovo vladavino so med Trnki in Trskami izbruhnile težave zaradi ženske. Albert je vedno imel ljubice, tokrat pa je njegovo pozornost pritegnila Aleid Poelgeestska, članica stranke Trsk. Veljala je za zelo lepo in si je lahko pridobila politični vpliv, kar so ji zamerili. Med Trnki in člani Albertovega dvora se je skovala zarota. 22. septembra 1392 je bila v Haagu Aleida umorjena.
Albert je v svojem besu preganjal Trnke z mečem in ognjem ter osvajal njihove gradove enega za drugim. Tudi njegov lastni sin in dedič Viljem se ni počutil varnega in je odšel živet v Hainault. V zadnjih letih se je Albert bojeval s Frizijci. Vedno znova so bili premagani, a nikoli popolnoma osvojeni.
Po Albertovi smrti leta 1404 ga je nasledil njegov najstarejši sin Viljem. Mlajši sin, Janez III., je postal škof v Liègu. Vendar pa je ob Viljemovi smrti leta 1417 izbruhnila nasledstvena vojna med Janezom in Viljemovo hčerko Jakobo Hainautsko. To bi bila zadnja epizoda vojn trnka in trske in je privedla do tega, da so grofije prešle v roke Burgundije.

## Družina in otroci
Albert se je po 19. juliju 1353 v Passauu poročil z Margareto Brieško iz Šlezije (1342/43 – 1386)  in imel sedem otrok, ki so vsi dočakali polnoletnost:
1. Katarina Bavarska (okoli 1361 – 1400, Hattem ), poročena v Geertruidenbergu leta 1379 z Viljemom I. Gelderskim in Jüliškim.
2. Ivana Bavarska (okoli 1362 – 1386), poročena z Vaclavom, Rimskim kraljem.
3. Margareta Bavarska (1363 – 23. januar 1423, Dijon ), poročena v Cambraiju leta 1385 z Janezom Neustrašnim.[4]
4. Viljem II. Bavarski, bavarski vojvoda (1365 – 1417),[4] oče Jakobe Hainaultske.
5. Albert II., vojvoda Bavarske (1369 – 21. januar 1397, Kelheim ).
6. Ivana Sofija Bavarska (ok. 1373 – 15. november 1410, Dunaj ), poročena 15. junija 1395 z Albertom IV., avstrijskim vojvodo.
7. Janez, Holandski grof (1374/76 – 1425), škof v Liègu.[5]

Imel je tudi več nezakonskih otrok.
Albert se je leta 1394 v Heusdnu drugič poročil z Margareto Kleveško (okoli 1375 – 1412), sestro Adolfa I., vojvode Kleveškega, vendar nista imela otrok. Umrl je v Haagu, star 68 let.